# Герб Нігеру
Герб Нігеру — зображує драпіровку національного прапора. У середині зображена державна печатка. На зеленому щиті чотири золоті символи: сонце, вертикальний спис з двома перехрещеннми мечами Туарега, три головки проса і голова зебу (підвид дикого бика).
Під гербом стрічка з назвою країни французькою мовою: «République du Niger».

## Значення кольорів

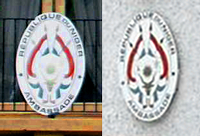
Герб Нігеру в посольствах Канади (ліворуч) і США (праворуч)

- Помаранчевий: колір пустелі Сахари на північному кордоні країни.
- Зелений: колір рівнин на півдні і заході країни, через які тече річка Нігер.
- Білий: колір надії. Для держави Нігер — це ще й символ Саванни.